# 第127自動車化狙撃師団 (ロシア陸軍)
第127自動車化狙撃師団（だい127じどうしゃかそげきしだん、ロシア語: 127-я мотострелковая дивизия）は、ロシア陸軍の師団。第5諸兵科連合軍隷下。

## 概要

### 戦間期
1932年5月14日、赤軍の第2集団農場狙撃師団としてロシア・ソビエト連邦社会主義共和国で創設された。
1936年5月、軍の師団番号統一に伴い、第66狙撃師団に改称された。

### 第二次世界大戦
1945年8月、ソビエト連邦による満洲侵攻に投入され、日本軍に勝利し、2等クトゥーゾフ勲章を授与された。

### 冷戦
1945年11月、装甲部隊化に伴い、第2戦車師団に改編され、1957年4月に第32戦車師団、1965年1月に第66戦車師団に改称された。
1970年12月、歩兵部隊化に伴い、第277自動車化狙撃師団に改編された。
1990年6月、砲兵部隊化に伴い、第127機関銃砲兵師団に改編された。

### ロシア陸軍
1992年5月、ソビエト連邦の崩壊とロシアの独立で創設されたロシア陸軍に編入した。
2009年1月、部隊縮小に伴い、第59独立自動車化狙撃旅団に改編された。同時に第218戦車連隊が独立して第60独立自動車化狙撃旅団に改編された。
2018年12月、部隊増強に伴い、第127自動車化狙撃師団の第2編成に改編された。同時に第60旅団とは無関係に第218戦車連隊の第2編成も再編された。

### ロシアのウクライナ侵攻

#### 東部・南ドネツク戦線
2022年3月、ロシアのウクライナ侵攻では東部ドネツィク州ヴォルノヴァーハ地区で攻勢を開始したが、アレクサンドル・ブリノフ副師団長、第872自走砲連隊のフョードル・ソロヴィヨフ連隊長が戦死し、ヴェリカ・ノヴォシルカ方面で撃退された。

#### 南部・ヘルソン戦線
2022年8月、南部ヘルソン州ヘルソン地区に再配置されたが、第114親衛自動車化狙撃連隊のパベル・アパノヴィチ副連隊長が戦死し、11月にウクライナ軍の攻勢でヘルソンを解放されてドニエプル川西岸から撤退した。

#### 南部・ザポリージャ戦線
2023年4月、南部ザポリージャ州ポロヒー地区に再配置され、フリャイポレ方面に展開した。

#### 東部・南ドネツク戦線
2023年6月、東部ドネツィク州ヴォルノヴァーハ地区に再配置され、第60独立自動車化狙撃旅団と共にウクライナ軍の攻勢をヴェリカ・ノヴォシルカ方面で防御したが、ストロジェベ、ウロジャイネを解放された。

#### ロシア・クルスク戦線
2024年10月、第143自動車化狙撃連隊がロシア・クルスク州に再配置され、友軍の救援でスジャ方面に展開した。

## 編制
- 師団司令部（セルゲイエフカ）
- 第114親衛自動車化狙撃連隊
- 第143自動車化狙撃連隊
- 第394自動車化狙撃連隊
- 第218戦車連隊
- 第872自走砲連隊
- 第1171防空連隊

- 第77独立偵察大隊
- 第243独立工兵大隊
- 第928独立通信大隊
- 第79独立整備大隊
- 第1139独立兵站大隊
- 第42独立衛生大隊
- 電子戦中隊
- NBC防護中隊
- 無人機中隊

## 出身者
- アファナシー・ベロボロドフ